# Papirus Harris I
Papirus Harris I, znan tudi kot Veliki Harrisov papirus, je eden od papirusov v obsežni zbirki Harrisovih papirusov v Britanskem muzeju. Njegova uradna oznaka je Papirus Britanskega muzeja EA 9999. Dolg je 41 metrov in s tem najdaljši znani egipčanski papirus. Besedilo obsega približno 1.500 vrstic. Odkrili so ga v grobnici v Medinet Habuju na nasprotnem bregu Nila v Luksorju, Egipt. Britanskemu muzeju ga je dobavil zbiralec Anthony Charles Harris leta 1855. V muzejsko zbirko so ga vključili leta 1872. 
"Faksimile egipčanskega hieratskega papirusa iz vladavine Ramzesa III" je Britanski muzej objavil leta 1876.

## Vsebina
Hieratsko besedilo vsebuje seznam tempeljskih nadarbin in kratek opis vladavine Ramzesa III. iz Dvajsete egipčanske dinastije.  
Zgodovinski del besedila omenja, da je Ramzesov oče in predhodnik Setnakt po obdobju notranjih sporov v Egiptu ponovno vzpostavil red in stabilnost in izgnal azijske podpornike Irsuja, vodje skupine lokalnih vladarjev. Ramzes III. je reorganiziral državno upravo in vojsko. Vojskoval se je z Ljudstvi z morja in trdil, da jih je podjarmil. Med njimi so bili tudi Edomci. Na zahodu je ustavil prodiranje Libijcev in Mešvešov in jih naselil v zahodi Nilovi delti. V Ajanu je izkopal velik vodnjak, poslal odpravo v zamegleno Deželo Punt na Afriškem rogu, uvažal baker iz Atike in poslal odpravo na Sinaj, ki se je vrnila z dragimi kamni. 
Faraon je bil prepričan, da je zelo izboljšal življenje vsem svojim podložnikom, tako domačinom kot tujcem. S sajenjem dreves za senco je izboljšal  kakovost življenja malih ljudi. Zaščitil je ženske, da so lahko svobodno odšle, kamor so želele. V miru so tuji vojaški najemniki v garnizijskih mestih živeli s svojimi družinami. 
Besedilo je bilo napisano med vladanjem Ramzesovega sina in naslednika Ramzesa IV.